# Glücksburger Heide

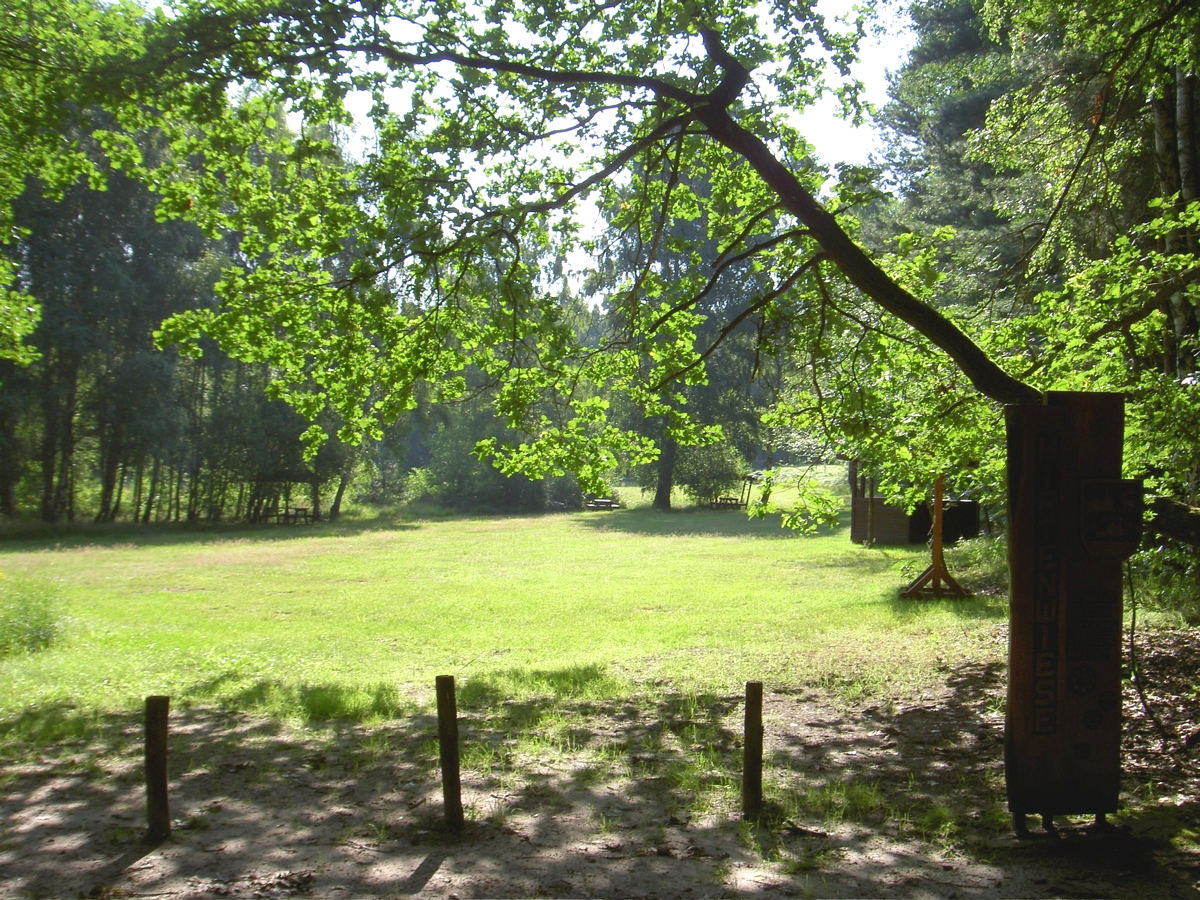
Hirtenwiese in den Arnsdorfer Bergen

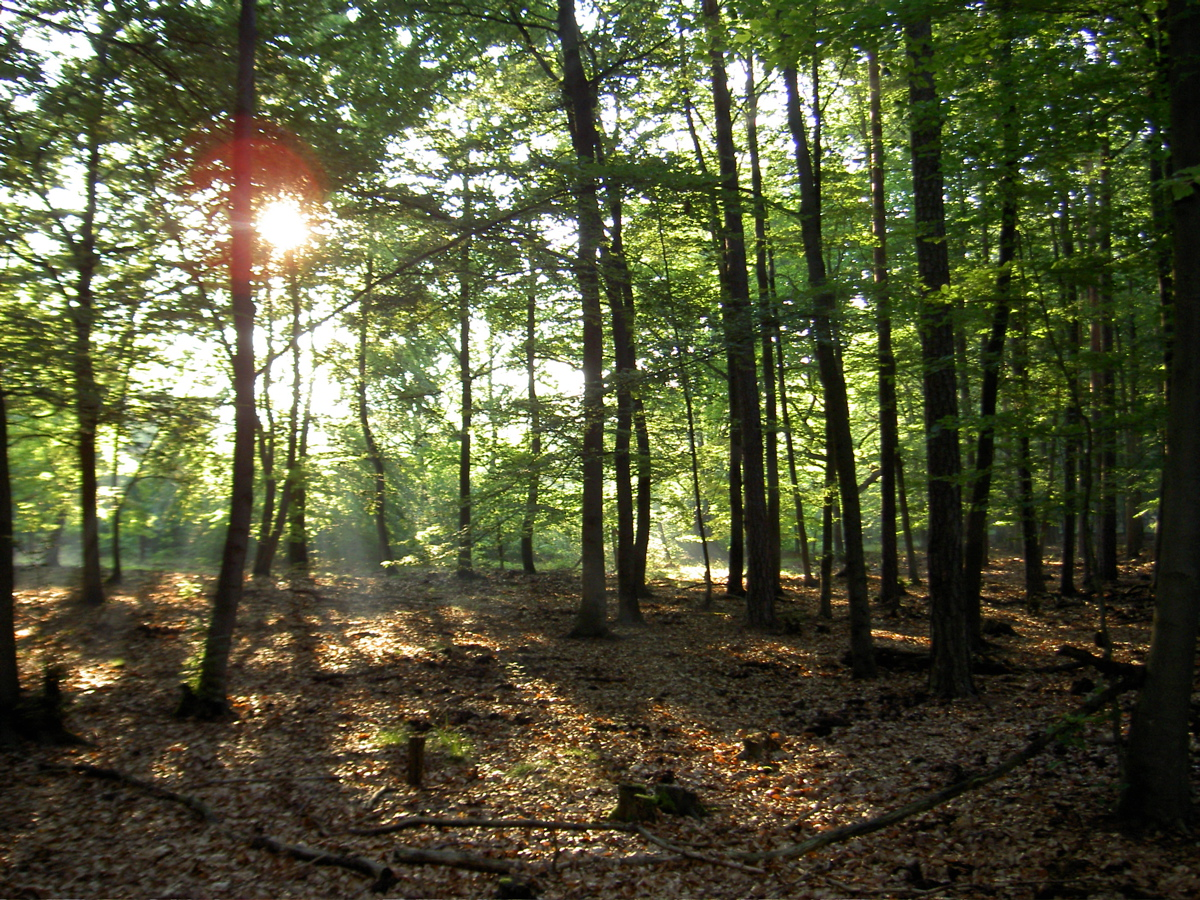
Rotbuchen in der Glücksburger Heide

Die Glücksburger Heide ist ein ausgedehntes Waldgebiet im Landkreis Wittenberg in Sachsen-Anhalt. Mit etwa 2.781 Hektar ist sie das größte Naturschutzgebiet im östlichen Teil des Landkreises und Bestandteil des rund 1803 Hektar großen, gleichnamigen FFH-Gebietes.

## Geographische Lage
Das Gebiet der Glücksburger Heide erstreckt sich auf einer Fläche von rund 6850 Hektar und gehört zum Südlichen Fläming-Hügelland. Die sandige und humusarme Wald- und Heidefläche der Glücksburger Heide erstreckt sich zwischen Gentha und Seyda (einem Ortsteil der Stadt Jessen (Elster)) im Westen und den Jessener Ortsteilen Glücksburg, Mügeln und Steinsdorf im Osten. Nordwestlich liegt Morxdorf, ein weiterer Ortsteil der Stadt Jessen. Im Süden grenzen die Arnsdorfer Bergen an; im Norden befindet sich die Landesgrenze zu Brandenburg mit der Jänickendorfer Heide. Nordöstlich liegt Zellendorf, ein Ortsteil der Brandenburger Gemeinde Niedergörsdorf im Landkreis Teltow-Fläming.

## Geschichte

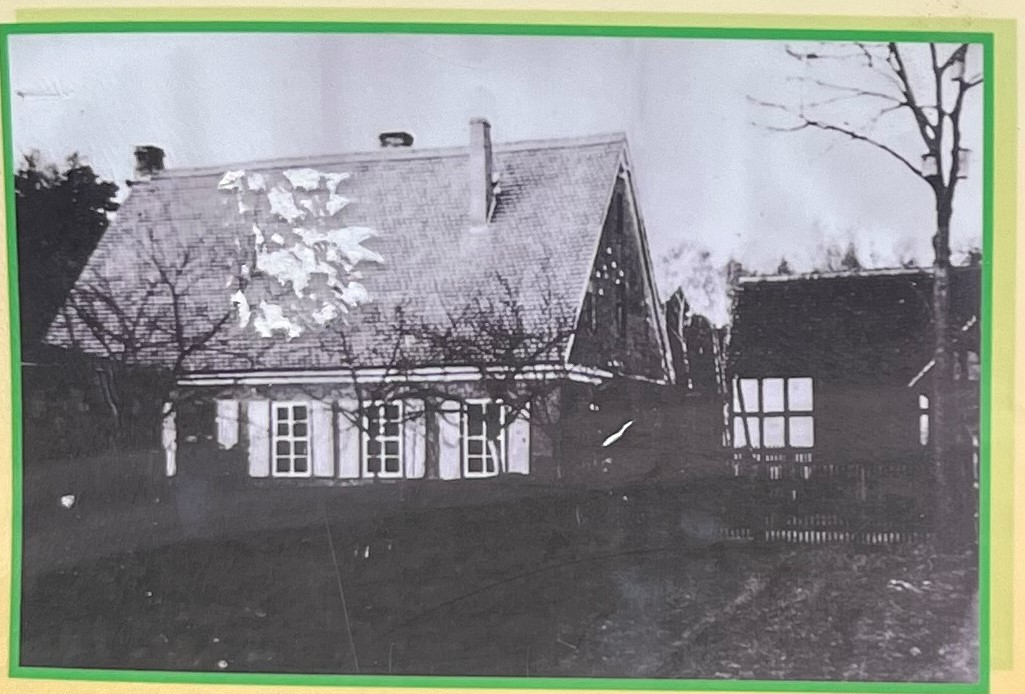
Ehemaliges Forsthaus Mügeln

Zitat der historischen Beschreibung von 1726:
„Die Seydische Heyde, welche mit Eichen und Kiefernholtze bestanden, fängt sich bey der Seydischen Schäferey an, gehet um den Flehming lang biß an den Lauf der Lindischen Heyde nahe bey der Pechhütte vorbey, stößet mit an die Landwehre und an das Brachholtz, von dar den Genter und Seydischen Bruch mit Ellernholte bewachsen bis wieder an die Schäferey, daran stößet die so genannte Buchhorst wie auch die Brandspitze und Sandhorst, jene mit einzeln Rothbuchen und wenigen Eichen, jungen Buchen und Ellernholtze bestanden, und hat 59500 Schritt in Umcreyse.“
Im Amt Seyda besaß der Kurfürst von Sachsen umfangreichen Waldbesitz. Die kurfürstliche Seydaische Amtswaldung wurde – wie die in der Nähe befindliche Annaburger Heide – schon bald als Seydaische, Seydische oder kurz Seydaer Heide bezeichnet. Sie war ein beliebtes Jagdrevier der sächsischen Kurfürsten und wurde bis 1815 vom sächsischen Oberforst- und Wildmeister in Annaburg verwaltet.
Im 19. Jahrhundert wurde der alte Name Seydaer Heide immer mehr vom neuen Begriff Glücksburger Heide verdrängt. Um 1840 entstand im südöstlichen Bereich der Heide das Forsthaus Mügeln mit einem Schießplatz für im preußischen Staatsdienst befindliche Jäger und Förster. Gegen Ende des 19. Jahrhunderts wurde durch die vom „Verein für die Provinz Sachsen und das Herzogtum Anhalt zur Beschäftigung brotloser Arbeiter“ ins Leben gerufene Arbeiterkolonie Seyda nach dem Verfahren des deutschen Landwirts Theodor Hermann Rimpau im nordwestlichen Teil der Gemarkung eine 49,3 Hektar große Fläche entwässert und eine Moordammkultur angelegt. Von 1886 bis ca. 1945 verlief parallel der Dahmschen Straße eine Bahnstrecke, um Holz aus dem Gebiet abzutransportieren. Sie führte vom ehemaligen Dampfsägewerk Seyda über die Oberförsterei Glücksburg bis zum Bahnhof Linda. Ein Abzweig band linksseitig der Straße Oehna–Mügeln das Sägewerk Bamm in Mügeln an. Die Waggons wurden von Pferden gezogen. Der Bahnbetrieb wurde ca. 1945 eingestellt, die Bahn demontiert.
Knapp die Hälfte der Heide wurde in der Zeit des Nationalsozialismus ab 1936 von der Luftwaffe zu Bombenabwurfübungen genutzt. Zuvor hatte der Reichsforstminister mit Schreiben vom 22. Mai 1936 den Merseburger Landesforstmeister angewiesen, 220 Hektar Fläche zu roden. Auf dem Gelände entstanden zahlreiche Beobachtungstürme, deren Sehschlitze sich von außen nach innen verjüngten, um das Eindringen von Splittern zu vermeiden. Die Soldaten vermaßen die Einschläge der Zementbomben und übermittelten per Funk ihre Messwerte. Nach zahlreichen Unfällen entstand südlich der Dahmschen Straße eine Notlandepiste.
Nach dem Zweiten Weltkrieg nutzte die Sowjetarmee die Fläche als Truppenübungsplatz. Im Jahr 1945 kam es zu einem Großbrand, der zahlreiche Bäume zerstörte; die Flächen wurden wiederaufgeforstet. Ab 1948 diente das Gebiet der Roten Armee als Flugzeugübungsplatz. Für eine kurze Zeit nutzten im Jahr 1952 auch Panzer und Infanterie das Gelände für Übungszwecke. Es entstanden ein Schießplatz sowie feste Gebäude, darunter Wohnblöcke für Offiziere, ein Heizhaus, eine Küche, Speiseräume sowie eine kleine Funkstation. Am südlichen Rand entstand außerdem ein Tanklager mit 341 Tanks, in dem in Summe bis zu 12 Millionen Liter Dieselkraftstoff, Benzin, Öl und Kerosin gebunkert werden konnten. Am östlichen Rand existierte eine Funkstation, die 1992 geräumt wurde. Ende der 1970er Jahre verstarb der letzte Förster des Forsthauses Mügeln. Es kam zu einem illegalen Abriss des Gebäudes bis auf die Grundmauern.
Erst nach der Wende wurde das Gebiet ab 1990 wieder frei zugänglich. Am 24. Januar 1991 erfolgte der Übergang des ehemaligen Truppenübungsplatzes zum Bundesvermögensamt. Seither wird das Areal teils renaturiert und teils für die Naherholung erschlossen. Das Übungsgelände wurde dabei nur visuell von Munition geräumt, alle Gebäude entfernt. Die Dahmsche Straße wurde tiefenberäumt und der Öffentlichkeit übergeben; das Tanklager im Jahr 1993 beseitigt. Im gleichen Jahr entstand auf den Grundmauern des Forsthauses Mügeln eine Schutzhütte.

## Beschreibung
Das Gebiet gehört zum nationalen Kulturerbe und wurde mit Beschluss der Landesregierung 2005 als „Fläche mit besonderer Bedeutung“ genannt. Das Wahrzeichen der Glücksburger Heide ist die an der Dahmschen Straße gelegene Heimateiche, in deren Umgebung ab Juni 1993 ein zwei Hektar großer Park mit rund 450 Bäumen und Sträuchern angelegt wurde. Der Baum ist rund 200 Jahre alt, innen weitgehend hohl und wurde durch zahlreiche Granatsplitter stark beschädigt. Experten zufolge grenzt es an ein Wunder, dass der Baum noch lebt. Im Dezember 1991 erfolgte eine erste Sanierung, bei der trockene Äste entfernt wurden. Bis April 1993 konnte Munition im Umfeld des Baumes durch eine Fachfirma aus Luckenwalde entfernt werden. Ein Heimatverein errichtete außerdem ein Teehaus und stellte zahlreiche Sitzgruppen und Bänke auf. Der Jessener Bildhauer Klaus Kuhrmann gestaltete aus Holz einen Torbogen, der als Eingang dient. Das neu gestaltete Gelände wurde zu Himmelfahrt 1996 der Öffentlichkeit übergeben. Im November 1997 wurde die Eiche unter Naturschutz gestellt. Im Jahr 2000 entstand in Umfeld der Eiche ein Waldkräutergarten mit heidetypischen Stauden und Kräutern.
Die einstigen Eichen- und Buchenwälder, welche die Landschaft früher prägten, waren durch die militärische Nutzung weitgehend durch Rodungen und Brände zerstört. Heute sind vor allem Erstbesiedlerpflanzen wie Birken und Kiefern anzutreffen, die sich in den vergangenen zwei Jahrzehnten stark ausgebreitet haben. Die Landschaft wird großflächig durch Offenlandbiotope, wie Zwergstrauchheiden und Sandtrockenrasen geprägt. Die Einwirkungen durch Panzerfahr- und Schießplatzbetrieb sowie Bombenabwurf- und Hubschrauberlandeplatz waren hier intensiv und verhinderten dauerhaft eine Wiederbewaldung. Die Zwergstrauchheiden mit der Besenheide als dominanter Art und dem Haar-Ginster als charakteristischem Begleiter sind weit verbreitet. Heidel- und vereinzelt Preiselbeere bereichern die Strukturvielfalt.
Im Jahre 2002 wurde die Mittlere Glücksburger Heide Naturschutzgebiet. Heute lebt eine Vielzahl von Tierarten in ihr. Eine Untersuchung ergab bemerkenswerte Insektenfunde, u. a. 25 Heuschreckenarten, 84 Laufkäferarten sowie 36 Tagfalter- und Widderchenarten. 88 Brutvogelarten wurden nachgewiesen. Ziegenmelker, Heidelerche, Sperbergrasmücke, Neuntöter, Brachpieper und Wiedehopf haben aufgrund ihrer teilweise außergewöhnlichen hohen Siedlungsdichten eine besondere Bedeutung für die Fauna. Bestandsgefährdete Kriechtierarten wie die Glattnatter und einige Lurcharten wie Teichmolch, Teichfrosch, Knoblauch- und Erdkröte sind auch weiterhin im Naturschutzgebiet anzutreffen. Die Verwaltung des Naturschutzgebiets erfolgt durch die DBU Naturerbe GmbH.

## Touristische Nutzung und Sehenswürdigkeiten
- Das Gelände wird vom DBU verwaltet und von einem ehrenamtlich tätigen Heimatverein Glücksburger Heide betreut. Er ließ auf den geräumten Flächen ein Rad- und Wanderwegenetz ausweisen und errichtete entlang der Wege zahlreiche Schutzhütten.
- Heimateiche mit Kräutergarten
- Am nordwestlichen Rand befindet sich eine Absturzstelle einer Messerschmitt Bf 109.
- Am nordöstlichen Rand erinnert eine Gedenktafel an den abgestürzten Piloten Max Miller.
- Am westlichen und östlichen Rand befinden sich zwei Zugänge, die Tore zur Glücksburger Heide.
- Erhebung mit Aussichtsplattform auf dem ehemaligen Panzerberg[11]